# 해주 오씨 3위 정려
해주 오씨 3위 정려는 대한민국 충청남도 천안시 서북구에 있다. 1995년 5월 10일 천안시의 향토문화유산 제25호로 지정되었다.

## 개요
효자 오막생을 기리고자 세운 정려이다.